# Дом Барабанова
Дом Д. Е. Барабанова — дом, расположенный на Потанинской улице в Центральном районе Новосибирска. Построен в 1907—1908 годах. В 2017 году признан объектом культурного наследия местного значения.

## История
Жилой дом принадлежал Дмитрию Егоровичу Барабанову, уроженцу города Белебей Уфимской губернии, переехавшему в Новониколаевский посёлок в 1898 году.
В 1907—1908 годах в Центральной части города на участке № 8 квартала № 83 Дмитрий Барабанов построил двухэтажное полукаменное здание. Ранее на придомовом участке находились также одноэтажный деревянный дом и хозяйственные сооружения: баня, амбар, службы, навес и погреб.

## Историко-культурное значение
Жилой дом имеет историко-культурное значение как пример застройки Центральной части Новониколаевска начала XX века, здание сохраняет исторический створ Потанинской улицы.
Дом Барабанова — яркий образец народного деревянного зодчества сибирских городов.
Владелец дома Дмитрий Барабанов связан с новониколаевской историей как общественный деятель, предприниматель и гласный Городской думы.